# Anni Alakoski
Anni Alakoski, född 21 november 1997 i Reisjärvi, är en finsk längdåkare som tävlar i världscupen.